# 安娜玛丽·莫泽-普勒尔

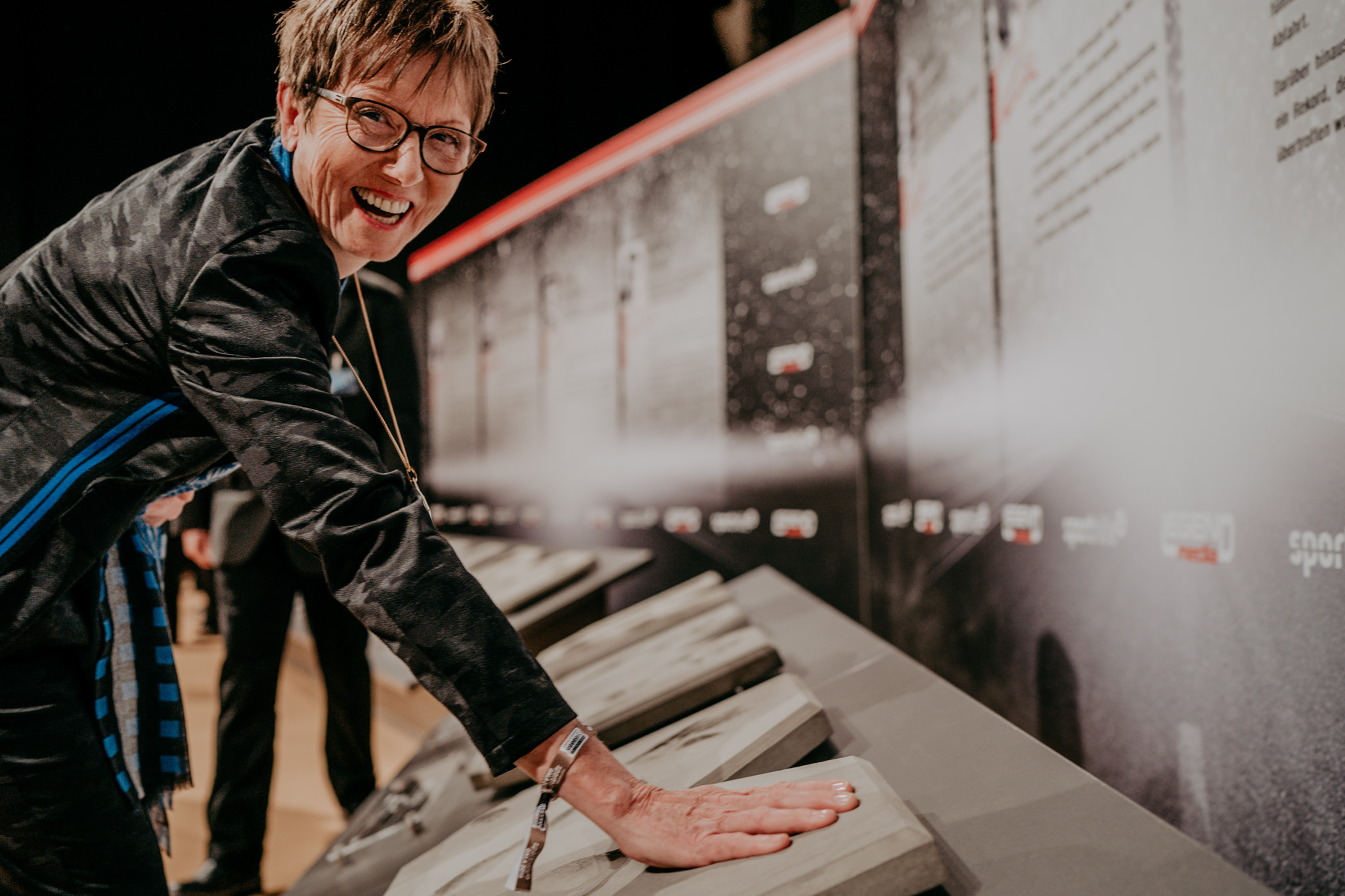
安娜玛丽·莫泽-普勒尔

安娜玛丽·莫泽-普勒尔（德語：Annemarie Moser-Pröll，1953年3月27日—），奥地利女子高山滑雪运动员。她曾代表奥地利参加1972年和1980年冬季奥林匹克运动会高山滑雪比赛，获得一枚金牌和二枚银牌。她獲得62次世界杯分站冠軍，六次高山滑雪世界盃總冠軍。